# رامینگن (بایرن)
رامینگن (به آلمانی: Rammingen) یک شهر در آلمان است که در اونترالگوی واقع شده‌است.